# Franca Viola
Franca Viola (ur. 9 stycznia 1948 w Alcamo na Sycylii) – sycylijska kobieta, która w latach 60. XX w. odmówiła zawarcia „naprawczego małżeństwa” (wł. matrimonio riparatore) z jej gwałcicielem. Uważana jest za pierwszą, która publicznie sprzeciwiła się temu procederowi. Stała się symbolem zmian w kulturze oraz emancypacji kobiet w powojennych Włoszech.

## Życiorys
Urodziła się w Alcamo na Sycylii. W 1963 roku, mając 15 lat, zaręczyła się z Filippem Melodią, którego wujkiem był członek mafii, Vicenzo Rimi. Niedługo później Filippo został aresztowany za kradzież, przez co ojciec Violi nalegał na odwołanie zaręczyn. Po ich zerwaniu Melodia przeprowadził się do Niemiec. W 1965 roku Viola zaręczyła się z innym mężczyzną, a Filippo powrócił do Włoch i próbował nawiązać z nią kontakt.

### Porwanie, gwałt i „naprawcze małżeństwo”
We wczesnych godzinach 26 grudnia 1965 roku Melodia oraz 12 innych mężczyzn wdarło się do domu Franki, następnie porwało Violę oraz jej ośmioletniego brata Mariana, który odmówił opuszczenia Violi, oraz pobili ich matkę. Mariano został wypuszczony kilka godzin później, lecz Franca przetrzymywana była w domu siostry Melodii oraz jej męża przez kolejnych 8 dni, gdzie regularnie była gwałcona. 31 grudnia Filippo skontaktował się z ojcem Violi, aby ustalić warunki paciata (z sycylijskiego „zaspokojenie”, był to układ między rodzinami mężczyzny oraz porwanej kobiety). Ojciec porwanej udawał negocjacje, zgadzając się na małżeństwo, jednocześnie ściśle współpracując z włoską policją i przygotowując akcję odbicia Violi. 2 stycznia 1966, 7 dni przed osiemnastymi urodzinami, Franca odzyskała wolność.
Melodia zaproponował Violi małżeństwo, lecz ta odmówiła. Według tradycyjnych norm społecznych decyzja ta sprawiła, że została donna svergognata (kobietą bez honoru), ponieważ nie była dziewicą oraz mężatką. Normy te były nie tylko częścią sycylijskiej kultury, ale też elementem ówczesnego włoskiego kodeksu karnego. Artykuł 544 porównywał gwałt do „przestępstwa przeciwko publicznej moralności” oraz formalizował ideę „małżeństwa naprawczego”, stwierdzając, że gdy gwałciciel poślubi swoją ofiarę, jego przestępstwo zostanie wymazane. 

### Proces
Z powodu decyzji Violi jej rodzina była poddana ostracyzmowi społecznemu, dostawała pogróżki. Należące do nich winnica oraz stodoła zostały zniszczone. Wydarzenia te oraz nadchodzący proces sądowy przyciągnęły dużą uwagę Włochów – opinia publiczna była przeciwna sycylijskim tradycjom. W sprawę został zaangażowany włoski parlament. Według prawników Filippa Viola zgodziła się na tzw. fuitina, czyli ucieczkę w celu wzięcia ślubu. Sąd uznał Melodię za winnego zarzucanych mu czynów i skazał na 11 lat pozbawienia wolności. Wyrok zmniejszono do 10 lat z dwuletnim okresem obowiązkowego zamieszkania w Modenie. Mężczyźni, którzy pomogli skazanemu w porwaniu Violi, zostali uniewinnieni bądź otrzymali niskie wyroki. Melodia wyszedł na wolność w 1976 roku. Nigdy nie wrócił na Sycylię. 13 kwietnia 1978 został zabity przez nieznanego sprawcę. 
Prawo, wedle którego gwałciciel mógł zniwelować przestępstwo przez poślubienie ofiary, obowiązywało we Włoszech do 1981 roku.
We Włoszech przemoc seksualna została określona jako przestępstwo przeciwko osobie (zamiast przestępstwa przeciwko moralności publicznej) dopiero w 1996 roku.

### Małżeństwo
W grudniu 1968 Franca Viola wyszła za Giuseppego Ruisi. Przyjaźnili się od dzieciństwa.
Prezydent Włoch Giuseppe Saragat oraz Papież Paweł VI publicznie pogratulowali Violi odwagi oraz wyrazili solidarność z parą.
Viola i Ruisi mają dwóch synów oraz córkę. Mieszkają w Alcamo.

## Spuścizna
W 1970 roku Damiano Damiani wyreżyserował film Piękna nie chce milczeć. Główną rolę zagrała Ornella Muti. Fabuła oparta jest na historii Violi. 
W 2012 roku sycylijska pisarka Beatrice Monroy opisała historię Violi w książce pt. Niente ci fu (Nie było tam nic). 
W 2017 roku powstał piętnastominutowy film pt. Viola, Franca. Znalazł się w finale Manhattan Short Film Festival. 
W 2022 roku Marta Savina wyreżyserowała film Dziewczyna z jutra (La ragazza del futuro), który opowiada historię Violi ze zmienionymi imionami osób i detalami. 